# Фабрика
Фабрика или творница (раније мануфактура) или мануфактурна производна јединица, је индустријски објекат у ком радници производе добра (производе и услуге) или надгледају машине у процесу производње, прераде и дораде. Најмодерније фабрике имају простране производне погоне у којима се материјали, сировине и средства за рад комбинују у процесу друштвене репродукције стварајући нову вредност. Уобичајено је да се у фабрикама сусрећу различити облици ресурса ради даље одбацивања профита као што су: радна снага, капитал, знање итд.
Фабрике су настале увођењем машина током Индустријске револуције, када су капитални и просторни захтеви постали превелики за кућну индустрију или радионице. Ране фабрике које су садржавале мале количине машина, као што су једна или две машине за предење, и мање од десетак радника, називане су „глорификованим радионицама“.
Већина модерних фабрика има велика складишта или складишне објекте који садрже тешку опрему која се користи за производњу на монтажној линији. Велике фабрике су обично лоциране са приступом вишеструким видовима транспорта, а неке имају железнички приступ, аутопут и објекте за утовар и истовар пловила. У неким земљама као што је Аустралија, уобичајено је да се фабричка зграда назива „шупа”.

## Историја
Макс Вебер је сматрао да производња у античко доба никада није оправдавала класификацију као фабрике, са методама производње и тадашњом економском ситуацијом неупоредивим са савременим или чак предмодерним развојем индустрије. У античко доба, најранија производња ограничена на домаћинство, развила се у засебан подухват независан од места становања, при чему је производња у то време тек почела да буде карактеристична за индустрију, названа „индустрија неслободних радњи“, ситуација која је настала посебно у условима владавина египатског фараона, са запошљавањем робова и без диференцијације вештина унутар групе робова упоредивих са модерним дефиницијама као подела рада.
Према преводима Демостена и Херодота, Навкратис је била, или једина, фабрика у целом старом Египту. Извор из 1983. (Хопкинс) наводи да је највећа фабричка производња у античко доба била од 120 робова у 4. веку пре нове ере у Атини. Чланак у Њујорк Тајмсу од 13. октобра 2011. наводи:
„У афричкој пећини, знаци древне фабрике боја“ – (Џон Нобл Вилфорд)
... откривена у пећини Бломбос, пећини на јужној обали Јужне Африке, где су пронађени 100.000 година стари алати и састојци са којима су рани модерни људи мешали боју на бази окера.
Иако дефиниција фабрике у Кембричком онлајн речнику наводи:
зграда или скуп зграда у којима се машинама праве велике количине робе
другде стоји:
 ... коришћење машина претпоставља друштвену сарадњу и поделу рада — фон Мизес
Један извор наводи да су прве машине биле замке коришћене за помоћ при хватању животиња, што одговара машини као механизму који ради независно или са врло мало силе интеракцијом од човека, са способношћу да се користи више пута са тачно операцијом истом у свакој прилици функционисања.] Точак је измишљен око 3000. п. н. е., а точак са краковима око 2000. п. н. е. Гвоздено доба је почело отприлике 1200–1000 година пне. Међутим, други извори дефинишу машинерију као средство производње.
Археологија даје датум за најранији град од 5000. године п. н. е. као Тел Брак, стога датум за кооперацију и факторе потражње, од стране повећане величине заједнице и становништва како би нешто попут производње на нивоу фабрике постало замислива потреба.
Археолог Бонет је ископао темеље бројних радионица у граду Керми доказујући да је Керма већ 2000. године пре нове ере била велика урбана престоница.
Воденица је први пут направљена у Персијском царству нешто пре 350. године п. н. е. У 3. веку п. н. е., Филон Византијски описује точак на водени погон у својим техничким расправама. Фабрике које су производиле гарум биле су уобичајене у Римском царству. Барбегалов аквадукт и млинови су индустријски комплекс из 2. века нове ере који се налази у јужној Француској. До времена 4. века нове ере, у Римском царству је постојало постројење за млевење на водени погон са капацитетом млевења од 28 тона житарица дневно, што је била довољна количина да задовољи потребе 80.000 људи.
Велики пораст становништва у средњовековним исламским градовима, као што је Багдад од 1,5 милиона становника, довео је до развоја великих фабричких постројења за млевење са већом продуктивношћу за исхрану и подршку великом растућем становништву. Фабрика за прераду житарица из 10. века у египатском граду Билбејсу, на пример, производила је око 300 тона житарица и брашна дневно. Воденице и ветрењаче биле су у широкој употреби у исламском свету у то време.
Венецијански Арсенал такође представља један од првих примера фабрике у модерном смислу те речи. Основан 1104. године у Венецији, Република Венеција, неколико стотина година пре Индустријске револуције, масовно је производио бродове на монтажним линијама користећи произведене делове. Венецијански Арсенал је очигледно производио скоро један брод сваког дана и, на свом врхунцу, запошљавао је 16.000 људи.

### Прве фабрике у Србији
У Доњем граду на Калемегдану, између Капије Карла VI и куле Небојша, наслоњена на бедеме, налази се зграда некадашње тополивнице и војне кухиње. Ово здање од камена и опеке једини је сачувани део комплекса Арсенал-Тополивница, који је био изграђен у првој половини 18. века, за време владавине Аустријанаца и представља прву фабрику отворену у Београду.